# Mårten Starckhufvud
Mårten Starckhufvud, född 1656, var en svensk militär.
Mårten Starckhufvud började som korpral vid Nils Gyllenstiernas värvade Skånska kavalleriregementet november 1676 och blev sedan kvartermästare där i mars 1677. Därefter blev han kornett vid norra Skånska kavalleriregementet 25 mars 1681, löjtnant där 3 december 1686, regementskvartermästare 6 januari 1694, ryttmästare 23 april 1700 och tog slutligen avsked 4 maj 1707.
Han bevistade kriget med Danmark på 1670-talet med särdeles beröm och tapperhet, särskilt under belägringen av Malmö, då han med ett parti ryttare gjorde ett utfall i fiendens aprocher. Han blev 16 september 1702 tagen till fånga av polackerna, ej långt från Pinschow, men kom snart lös.
Han bebodde en liten frälseegendom vid namn Stora Brandsvig.
År 1699 gifte han sig med Catharina Gyldenstierne från Jylland.
Han adlades 16 mars 1699 och introducerades på Riddarhuset 1701 under nr 1380.
Sonen Magnus Starckhufvud ärvde honom  och familjen bebodde Svenstorp stallmästarboställe 1720–1721. Ätten utslocknade på svärdssidan med en sonson år 1805.